# Allée Alquier-Debrousse
Pour les articles homonymes, voir Alquier et Debrousse.
L'allée Alquier-Debrousse est une voie du 20e arrondissement de Paris, en France.

## Situation et accès
L'allée Alquier-Debrousse est une voie privée située dans le 20e arrondissement de Paris. Elle débute au 26, rue des Balkans et se termine au 181, boulevard Davout.

## Origine du nom

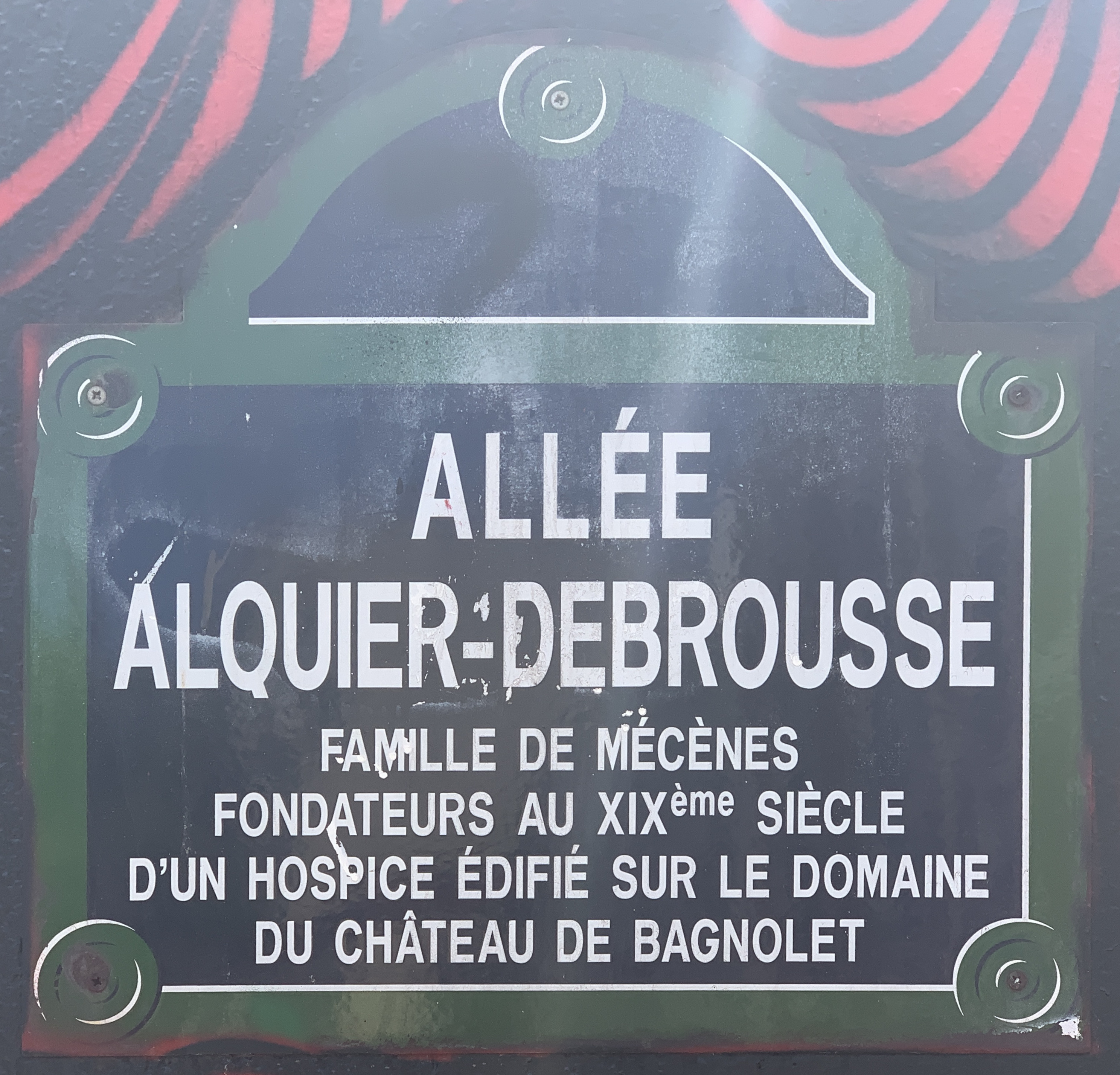
Plaque de l'allée.

La voie est nommée en l'honneur de Marie-Catherine Debrousse (d) (1841-1883), veuve du baron Alquier, et de son demi-frère Jean-Hubert Debrousse (1843-1899), dont les legs ont permis à l’Assistance publique de créer l'hospice portant leur nom.

## Historique
Cette voie est créée et nommée par décret municipal du 5 juillet 2000.